# Politique de renforcement de l'armée
La politique de renforcement de l'armée, appelée stop-loss policy en anglais, est un terme principalement utilisé par les forces armées des États-Unis. Dans l'armée américaine, cette politique désigne l'extension involontaire du service actif d'un militaire prévu dans son contrat d'engagement afin de les maintenir dans les rangs au-delà de la fin de cette période de service et ce jusqu'à la fin de leur service actif obligatoire prévue contractuellement. Cela s'applique aussi à la cessation d'un changement permanent de station pour un membre en service. La politique était systématiquement utilisée avant et pendant la guerre du Golfe. Depuis lors, elle a utilisé lors des déploiements en Somalie, en Haïti, en Bosnie, au Kosovo et après les attentats du 11 septembre 2001 et la guerre contre le terrorisme qui s'ensuivit.
Cette politique a plusieurs fois fait l'objet de discussions et de critiques. Cependant, les tribunaux fédéraux américains ont jugé, de manière persistante, que les membres en service de l'armée avaient contractuellement accepté que la durée de leur service puisse être involontairement prolongée jusqu'à la fin de leur service obligatoire.

## Définition
La politique de renforcement a été créée par le congrès américain après la guerre du Vietnam. Son utilisation a pour base juridique le titre 10 du Code des États-Unis, section 12305 (a) qui dispose « ... le président peut suspendre tout article de loi concernant la promotion, la retraite, ou la démobilisation concernant tout membre des forces armées, suspension que le Président juge essentielle pour la sécurité nationale des « États-Unis » et le paragraphe 10 (c) du formulaire DD 4/1 (le contrat d'engagement des forces armées) qui dispose : « En cas de guerre, mon contrat d'engagement dans les forces armées est prorogé six mois après la fin de la guerre, sauf si le Président y met fin avant ».
Toute personne s'engageant dans un service des Forces armées américaines signe un premier contrat l'obligeant à servir huit ans. Le contrat d'engagement pour un service d'active mentionne généralement une période initiale d'active entre deux et cinq ans, suivie par un service dans une branche de réserve effectué durant le restant de cette période initiale. Les engagés dont la date de promotion, retraite ou fin de contrat tombe durant un déploiement pourront être involontairement maintenus sous les drapeaux jusqu'à la fin du déploiement de leur unité.

## Polémique
La controverse à propos de la politique de renforcement met l'accent sur « l'extension involontaire » de l'obligation initiale de service. Les engagés contestant l'extension involontaire considèrent qu'elle ajoute une clause infondée dans leur contrat et modifie leurs prévisions quant à la date de leur fin d'engagement. Elle les expose aussi au risque d'être impliqué dans un autre déploiement. Pour les opposants à un conflit armé actuel, la perception générale de cette « extension involontaire » est contraire à la notion de service volontaire et mine le soutien populaire au conflit.
En 2004, dans un discours de campagne, John Kerry, alors candidat à la présidence qualifia la politique de renforcement de « conscription d'arrière salle ». Des activistes et certaines personnalités politiques qualifièrent son utilisation de « viol de l'esprit de la loi » au motif que le Congrès n'avait pas formellement déclaré la guerre.
En août 2007, les « Anciens combattants d'Irak contre la guerre », une organisation activiste d'anciens soldats et de soldats d'active, annonça une campagne nationale « Stop the Stop-Loss » lors d'une conférence de presse. Durant une semaine ils occupèrent une tour du National Mall à Washington. D'autres anti-Stop-Loss occupations se tinrent à Bellingham, Washington, et Colorado Springs (Colorado).
Les 10 et 11 mars 2008, un groupe d'étudiants d'université appartenant à l'organisation Our Spring Break (Nos vacances de Printemps), soutenus par Pink Code et les Anciens combattants d'Irak contre la guerre et par plusieurs autres organisations délivrèrent des « ordres » symboliques de renforcement à chaque membre de la Chambre des représentants et du Sénat des États-Unis pour protester contre la politique d'Irak et contre la guerre d'Irak. Le 12 mars 2008, les étudiants « officialisèrent » les ordres en bloquant les sorties des garages des parkings de la Rayburn House et du Hart Senate Office Building.

### Oppositions légales
Dans l'histoire des États-Unis, la première opposition à l'extension involontaire d'un contrat d'engagement eut lieu durant la guerre de Sécession, où le soldat Edward A. Stevens fit un procès au gouvernement fédéral pour avoir prorogé de trois mois son contrat d'engagement. L'accusation représentant le gouvernement était Edwin Stanton. Stevens perdit le procès et fut emprisonné pour « mutinerie » durant une courte période.
Apparemment, la première mention d'une décision d'un tribunal à propos de la politique de renforcement du Pentagone date de 1991, et concernait Craig L. Sherman. Sherman était sergent de l'Armée de l'Air américaine sous un contrat qui limitait son engagement à quatre ans. Mais, en 1990, au début de l'opération Desert Storm, le président George H. W. Bush promulgua la décision d'exécution 12722,déclarant l'état d'urgence nationale, et la décision 12728, déléguant au Secrétaire de la Défense, lequel pouvait déléguer à nouveau, l'autorité du président sous le 10 U.S.C. § 673c, autorisant le Président à suspendre toute loi relative à la retraite militaire, ou fin de contrat de quiconque considéré essentiel. C'est sous cette décision et cet ordre d'Exécution que l'on ordonna à Craig, après une certaine confusion, d'aller en Arabie saoudite. Il soumit un habeas corpus, fondé sur le 50 App. U.S.C. § 454(c)(1), qui interdit toute extension involontaire d'enrôlement sauf si le Congrès (et pas uniquement le Président) déclare la guerre ou un état d'urgence nationale. La Cour fit remarquer que Craig s'appuyait sur le 50 App. U.S.C. § 454(c)(1), alors que le gouvernement s'appuyait sur le 10 U.S.C. § 673c. La Cour se prononça en faveur du gouvernement d'abord parce que le 10 U.S.C. 673c fut promulgué avant le 50 App. U.S.C. §454(c)(1), en présumant que le Congrès connaissait cette loi antérieure lorsqu'il promulgua la loi ultérieure, et que cette dernière amendait, de fait, ou abrogeait la loi précédente. De plus, la Cour refusa, alors que les deux lois étaient en conflit, d'annuler la possibilité qu'avait le Président d'intervenir dans le domaine de la sécurité nationale.
La première opposition légale à la politique contemporaine de renforcement de l'armée eut lieu en août 2004 lors d'un procès intenté par David Qualls, garde national en Californie. Les arguments de Qualls étaient que l'armée avait rompu son contrat d'engagement par une extension involontaire de sa durée de service. Mais le juge Royce C. Lamberth rejeta ses arguments. Qualls perdit son procès et ne fit pas appel.
En octobre 2004, un procès « contre x » fut intenté par un garde national sous anonymat, en instance de prolongation de contrat, et qui contestait cette loi. Il perdit son procès face au juge Frank C. Damrell. L'appel fut rejeté par la cour d'appel des États-Unis pour le neuvième circuit. Cette même cour rejeta un appel similaire lors du procès Santiago v. Rumsfeld en mai 2005.

### Réponses du gouvernement
L'une des premières mesures prises par l'ancien secrétaire à la Défense des États-Unis, Robert Gates, qui entra en fonction le 18 décembre 2006, fut un mémo adressé aux commandants , destiné à « minimiser » les extensions involontaires. L'armée des États-Unis indique que les soldats sous contrat, devant subir une extension involontaire de contrat, peuvent maintenant démissionner sur demande, selon la décision 3-12, mais seulement après avoir accompli une période de 12 à 15 mois de déploiement involontaire, et une autre de 90 jours de stabilisation (temps accordé pour se désengager de l'armée).
Ceci en référence d'une directive de l'armée du 5 septembre 2002. Elle permettait :
- aux soldats en extension involontaire de contrat de démissionner dès le premier anniversaire de leur date de fin de contrat (date ETS, devant subir moins de 12 mois d'extension involontaire),
- aux officiers non éligibles pour la retraite de demander à partir à moins d'un an de leur date officielle de fin de service,
- aux officiers sans obligation de service de postuler pour partir 12 mois après la date de leur première extension involontaire,
- aux soldats éligibles à prendre leur retraite un an avant la date prévue (soit une période de 20 ans de service fédéral d'active) ou un an avant la date effective d'extension involontaire, si le soldat était éligible à prendre sa retraite à la date d'extension involontaire de contrat.

En dépit de l'ordre de Gates, en avril 2008, la pratique d'extension involontaire s'accrut de 43 %. Les soldats sous extension involontaire durent servir, en moyenne 6,6 mois, et les sergents jusqu'aux sergents de première classe constituaient 45 % de ces soldats. De 2002 à avril 2008, 58 300 soldats durent subir l'extension involontaire, soit environ 1 % des troupes de service d'active, de réserve et de la garde nationale.

## Diminution de la pratique d'extension involontaire
En mars 2009, Gates ordonna une forte réduction du personnel affecté par la politique d'extension involontaire. Il déclara que « le but était de réduire ce nombre de 50 % en juin 2010 et de l'amener à 10 à 20 % en mars 2011 ».

## Dans les médias
En 2005, dans le 23e épisode de Boston Justice, la série de télévision américaine Witches of Mass Destruction, Alan Shore incarne un justiciable qui poursuit l'armée américaine pour la perte de son frère qui avait dû rester en Irak après le temps indiqué dans son contrat.
En mars 2008, un film intitulé Stop-Loss, raconte l'histoire fictive d'un soldat (incarné par Ryan Phillippe) qui s'absente de l'armée sans permission après avoir reçu sa notification d'extension involontaire.
En septembre 2008, dans le premier épisode de la saison 2 de la série canadienne The Border, trois soldats américains désertent au Canada en nageant dans le fleuve Niagara, avec la politique de renforcement comme base légale pour demander asile.
En 2010,dans l'épisode Pourquoi tant de haine ? de la série américaine Dr House, un patient confesse à Gregory House qu'il a subi une extension involontaire.
En 2015, on utilisa cette extension involontaire dans le scenario de Last Ship, où 16 hommes veulent quitter le navire dont un officier qui avait dépassé de trois semaines sa période d'extension involontaire.

## Sources
- (en) Cet article est partiellement ou en totalité issu de l’article de Wikipédia en anglais intitulé « Stop-loss policy » (voir la liste des auteurs).

#### Articles
- Dean E Murphy, « Soldier Sues Over Tour Made Longer », The New York Times,‎ 18 août 2004 (lire en ligne, consulté le 15 février 2016)
- (en) Tom Vanden Brook, « DoD Data: More Forced to Stay in Army », USA Today,‎ 21 avril 2008 (lire en ligne, consulté le 15 février 2016)
- (en) Tom Vanden Brook, « DOD data: More forced to stay in Army », USA Today,‎ 23 avril 2008 (lire en ligne, consulté le 15 février 2016)
- John White, « Soldiers Facing Extended Tours », The Washington Post,‎ 3 juin 2004 (lire en ligne, consulté le 15 février 2016)
- Ann Scott Tyson, « Army to Stop Extending Tours Beyond Service Obligations », The Washington Post,‎ 18 mars 2009 (lire en ligne)

#### Décisions des juridictions
- Cour de district des États-Unis pour le district est de Californie, Doe v. Rumsfeld, 2004 u.s.dist. LEXIS 23338, 2004 WL 2753125, 5 novembre 2004 (lire en ligne)
- Cour d'appel des États-Unis pour le neuvième circuit, Doe v. Rumsfeld, 435 F.3d 980, 12 janvier 2006 (lire en ligne)
- Cour d'appel des États-Unis pour le neuvième circuit, Santiago v. Rumsfeld 425 F.3d 549, 13 mai 2005 (lire en ligne)
- Cour de district des États-Unis pour le district de Columbia, Qualls v. Rumsfeld, 412 F.Supp.2d 40, 24 janvier 2006 (lire en ligne)
- Cour de district des États-Unis pour le district central de Géorgie, Sherman v. U.S., 755 F.Supp. 385, 1991 (lire en ligne)
- « In re Edward A. Stevens for a Writ of Habeas Corpus ad subjiciendum », Monthly Law Reporter, vol. 24, no 8,‎ août 1861 (lire en ligne)

#### Sites officiels
- « Hansard : Intervention de Maurizio Bevilacqua », sur Parlement du Canada, 29 mai 2008
- « DD Form 4/1 - Enlistment Contract » [PDF], sur Defence Technical Information Center, octobre 2007 (consulté le 15 février 2016)

#### Site divers
- David Swanson, « Stop Loss Congress 2 », sur warisacrime.org, 10 mars 2008 (version du 25 mai 2012 sur Internet Archive)